# Katarinahissen

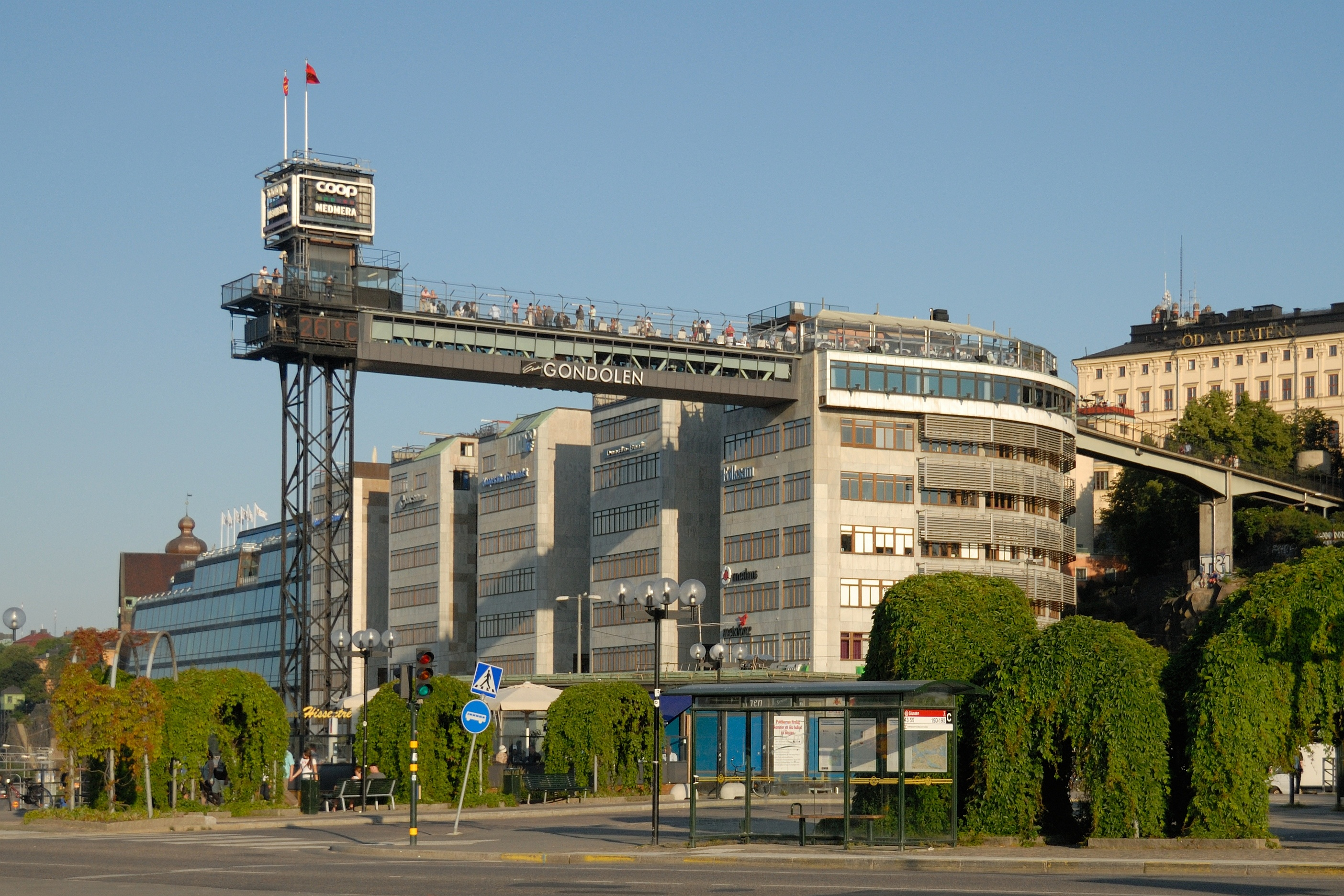
Katarinahissen i juli 2011.

Katarinahissen är en 38 meter hög offentlig personhiss i Slussenområdet på Södermalm i Stockholm. Anläggningen förbinder Katarinavägen vid Slussen via två gångbroar med Mosebacke torg. Nuvarande hiss invigdes 1936. Hissen var avstängd för utbyte, renovering och reparation mellan 2010 och 2023.
Det var tänkt att den skulle bli avgiftsbelagd från och med den 1 januari 2024, men datumet ändrades senare till den 1 juli 2024. Avgiften ska bekosta driften.

## Första Katarinahissen

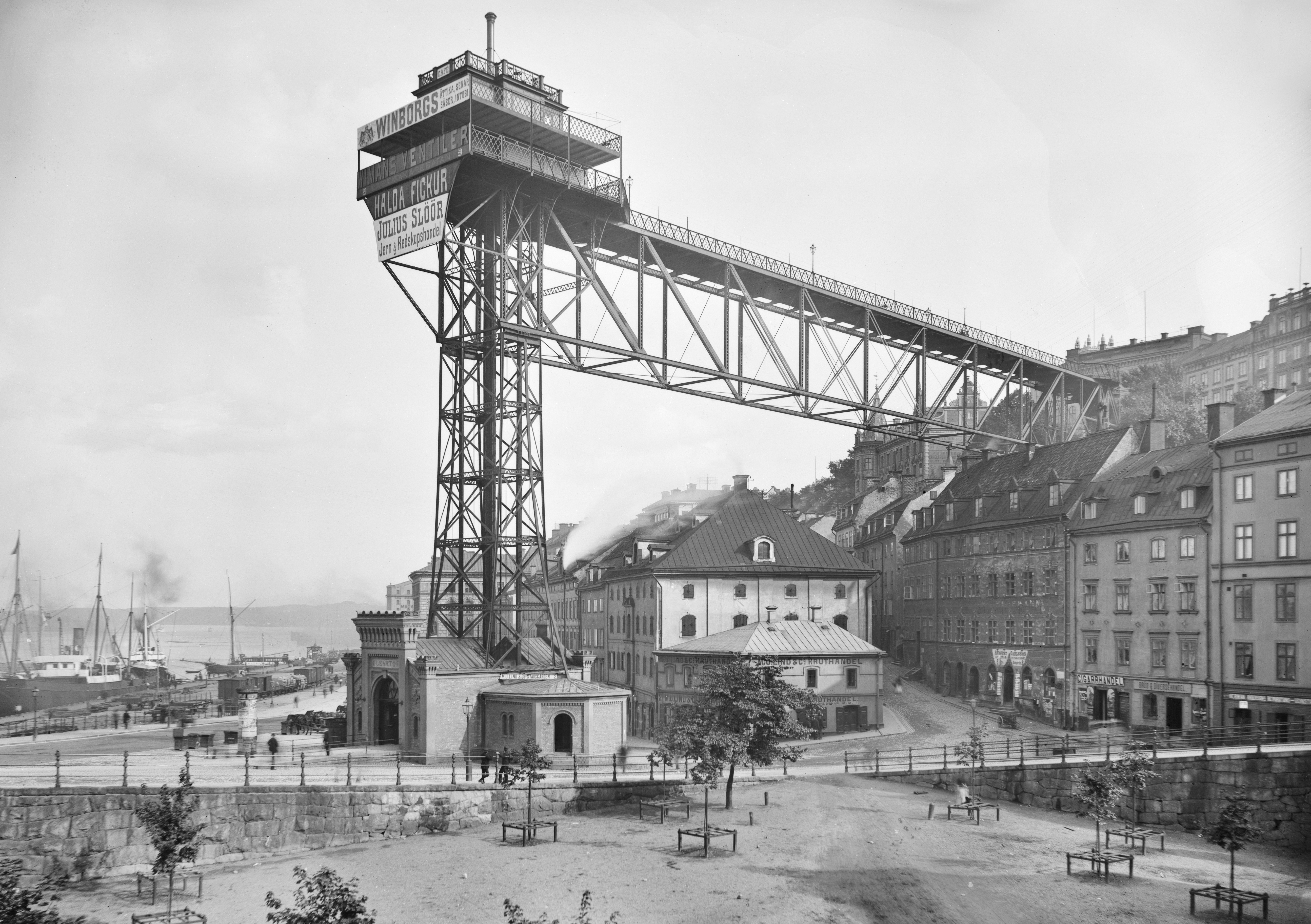
Gamla Katarinahissen år 1896

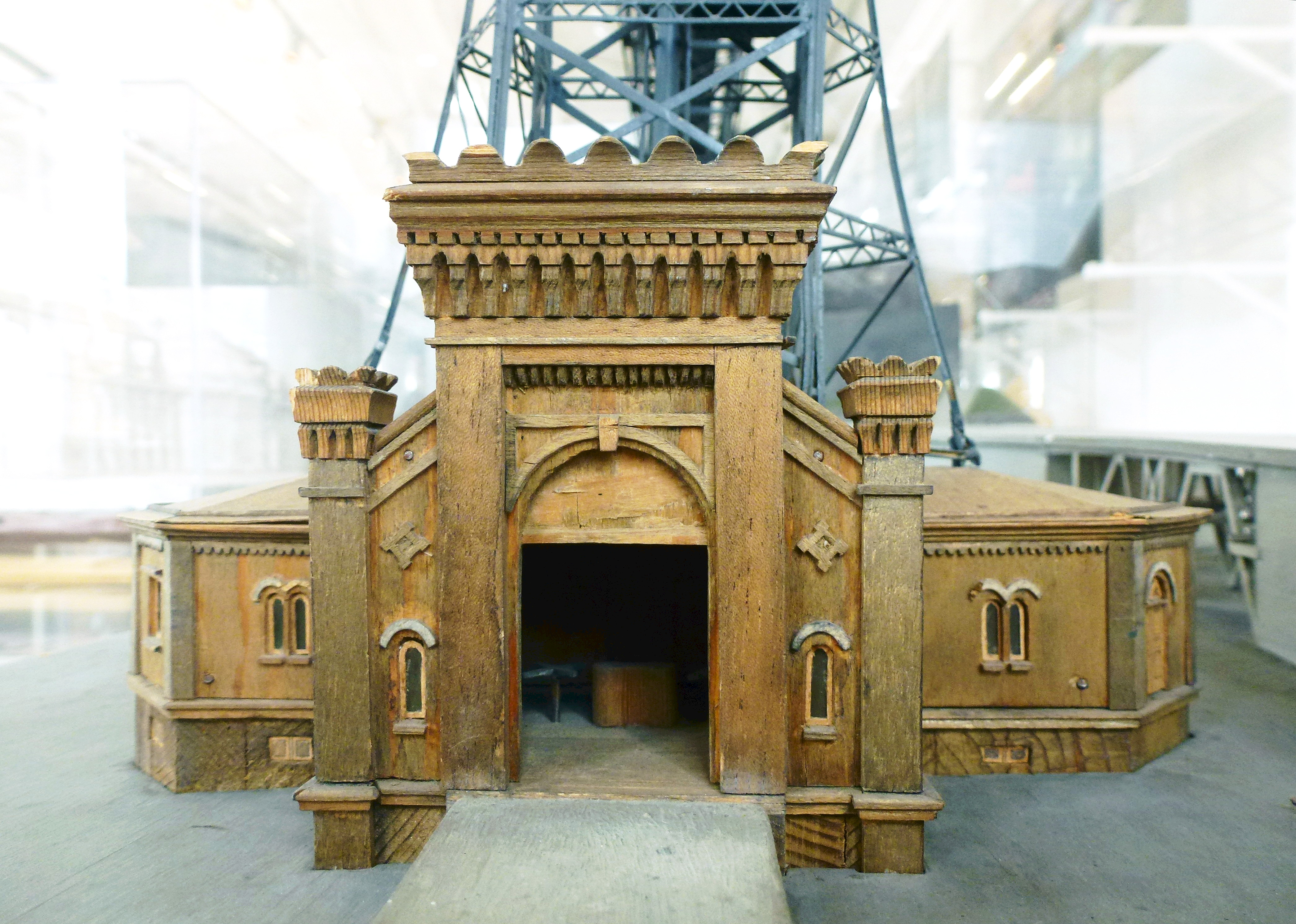
Modell, entrébyggnad

År 1881 fick ingenjör Knut Lindmark tillstånd av stadsfullmäktige att bygga en hiss och en gångbro mellan Stadsgården och Mosebacke torg, detta för att underlätta för människor att ta sig fram på denna kuperade del av Södermalm. Hissen kallades Elevatorn.
Invigningen skedde klockan 11.00 den 19 mars 1883 och under första månaden åkte cirka 1 500 personer med hissen dagligen. Priset var 5 öre för uppfärd och 3 öre för nedfärd. Hissen och gångbron byggdes av den belgiska firman Lecoq & Comp;  hissmaskineriet kom från den amerikanska firman Weeks & Halsey. Ursprungligen drevs hissen av en ångmaskin men den ersattes 1915 av en elektrisk motor.
Redan på 1890-talet nyttjades gamla Katarinahissens höga torn och utmärkta skyltläge över stora delar av Gamla stan för uppsättning av reklam för olika produkter. Det var fortfarande målade skyltar som gjorde reklam för bland annat "Winborgs", "Wimans Ventiler", "Halda Fickur" och "Julius Slöör". År 1909 sattes Stomatolskylten, som var Sveriges första rörliga ljusskylt, upp på hissens övre del. Sedan 1933 är skylten placerad på en närbelägen byggnad vid Klevgränd 1B.

## Andra Katarinahissen

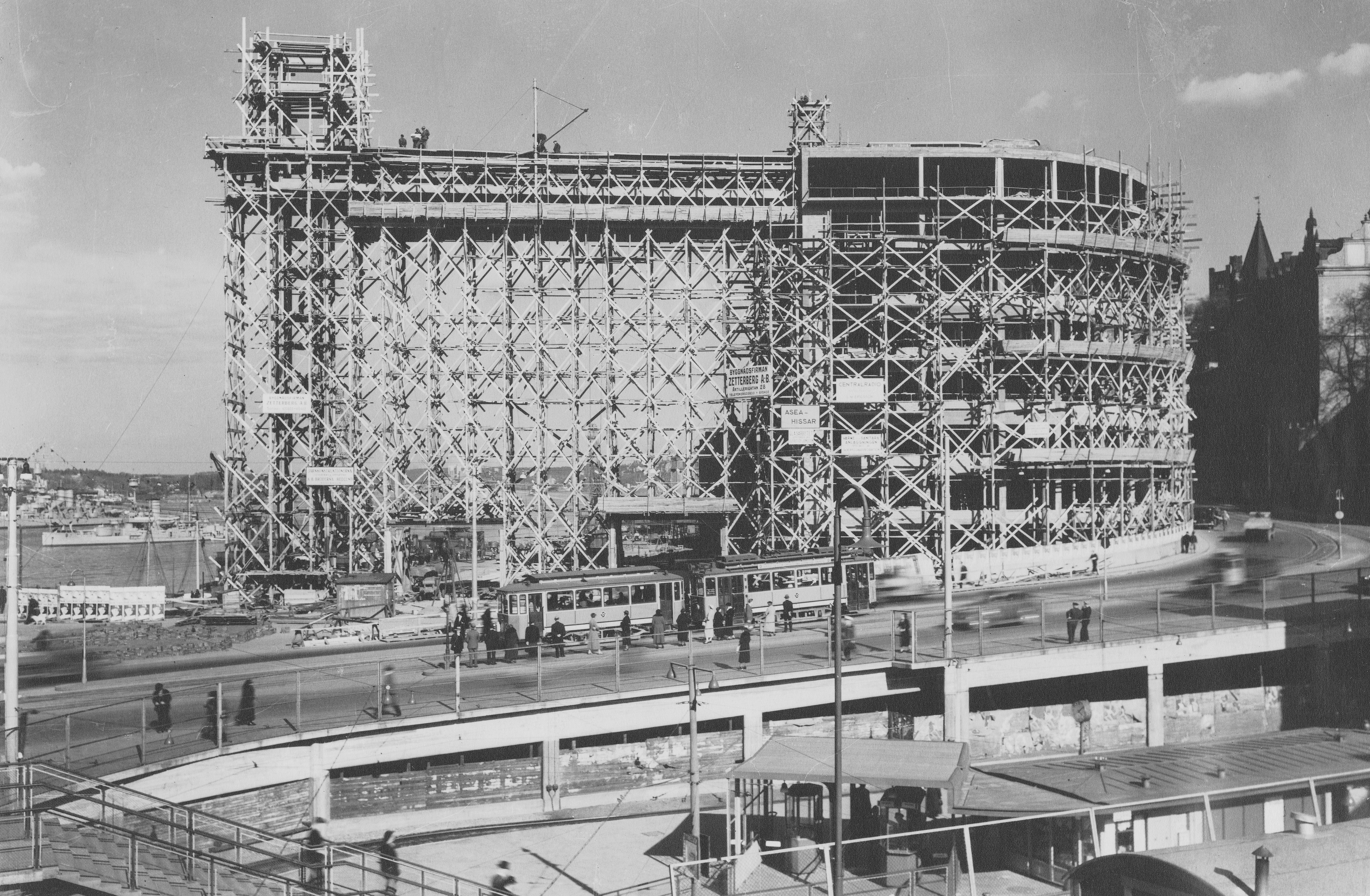
Byggarbeten 1933.

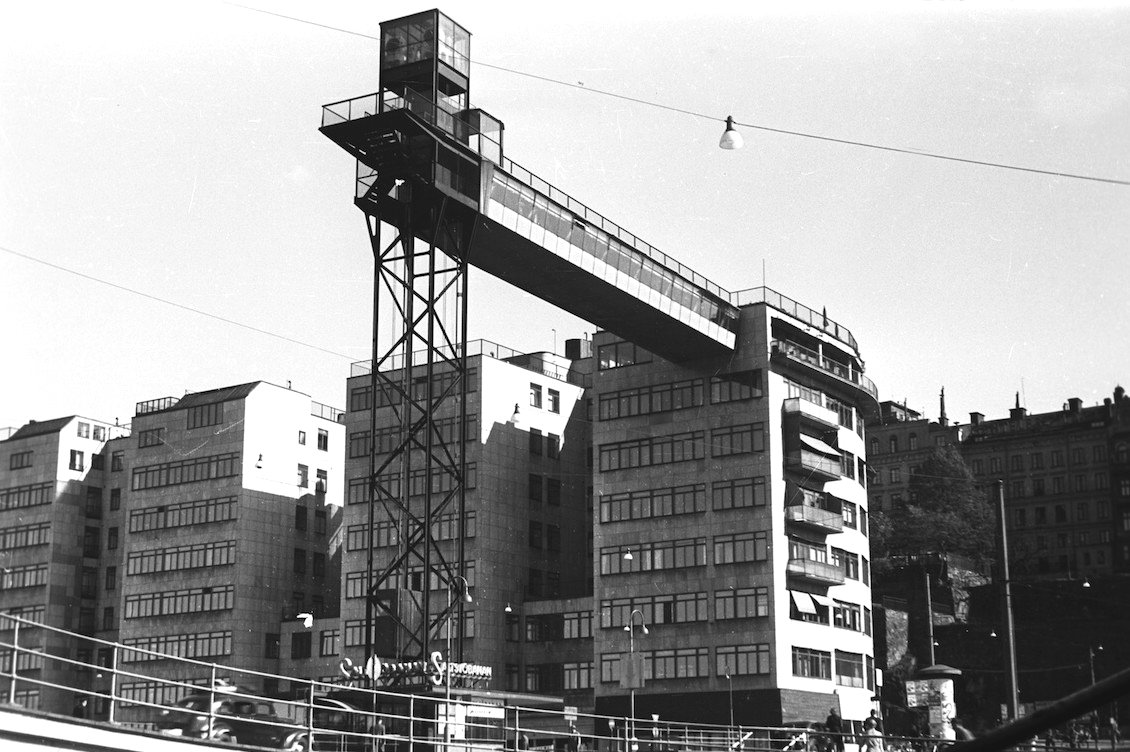
Nya Katarinahissen år 1941.

Den första Katarinahissen togs ur bruk den 28 maj 1933 och revs i början av juli samma år, i samband med uppförandet av den nya trafikknutpunkten Slussen. En ny hiss uppfördes på samma plats och den blev färdig 1936. Den blev en del av KF-huset som uppfördes samtidigt. Den nya hissen blev en funktionalistisk fackverkskonstruktion i stål ritad av Kooperativa förbundets arkitektkontors arkitekter Eskil Sundahl och Olof Thunström. Konstruktör var  civilingenjör Hjalmar Granholm och för bygget stod Byggnadsfirman Zetterberg AB. 
Själva hissanläggningen levererades av ASEA Hissar. Den hade två kabiner och var till en början manuellt manövrerad. Vid hissens fot tillkom samtidigt en entrébyggnad med blomsterkiosk (Katarinahissens blomsterkiosk) även den ritad av Olof Thunström. Här fanns även plats och omklädningsrum för hisskonduktörerna. Även när hissen var automatiserad, sköttes biljettförsäljningen och betjäning av anställd personal som följde med hissen upp och ner.
År 1999 gav Posten ut ett frimärke med Katarinahissen avbildad, i samband med Kooperativa Förbundets 100-årsjubileum.
Under gångbron mellan hissen och KF-huset ligger restaurang Gondolen, en av Stockholms klassiska krogar. Kooperativa Förbundet har länge haft sin logotyp (den liggande "åttan") i toppen av hissen, där visas även sedan början av 1970-talet omväxlande tid och temperatur. År 2001 byttes den gamla logon ut mot Coop Sveriges. Till anläggningen hör även Katarina gångbro, en betong- och stålkonstruktion som sträcker sig över Katarinavägen och leder gående till och från Mosebacke torg. En liknande bro, dock av stål, fanns redan till gamla hissen.

## Bilder, nya katarinahissen

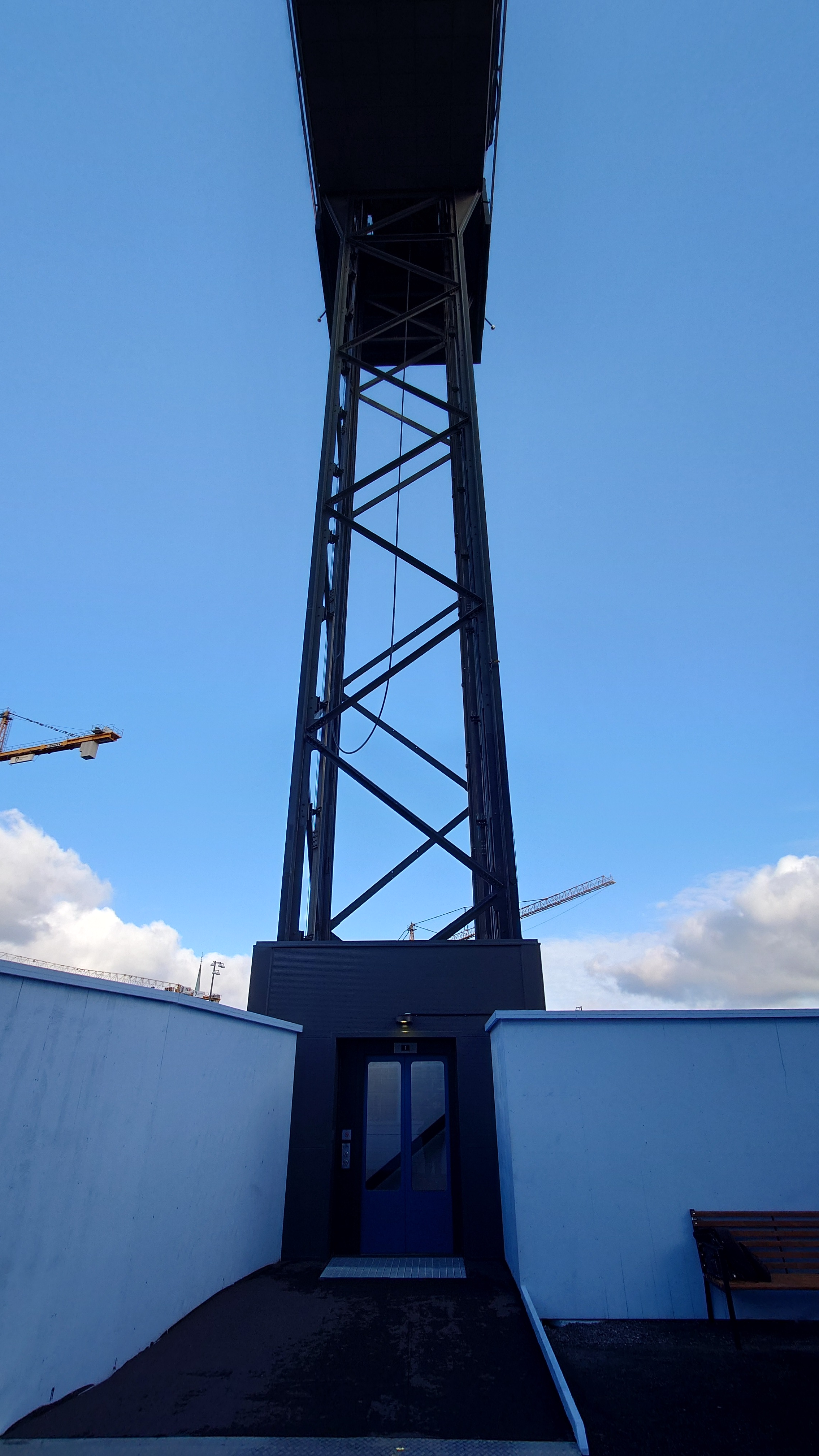
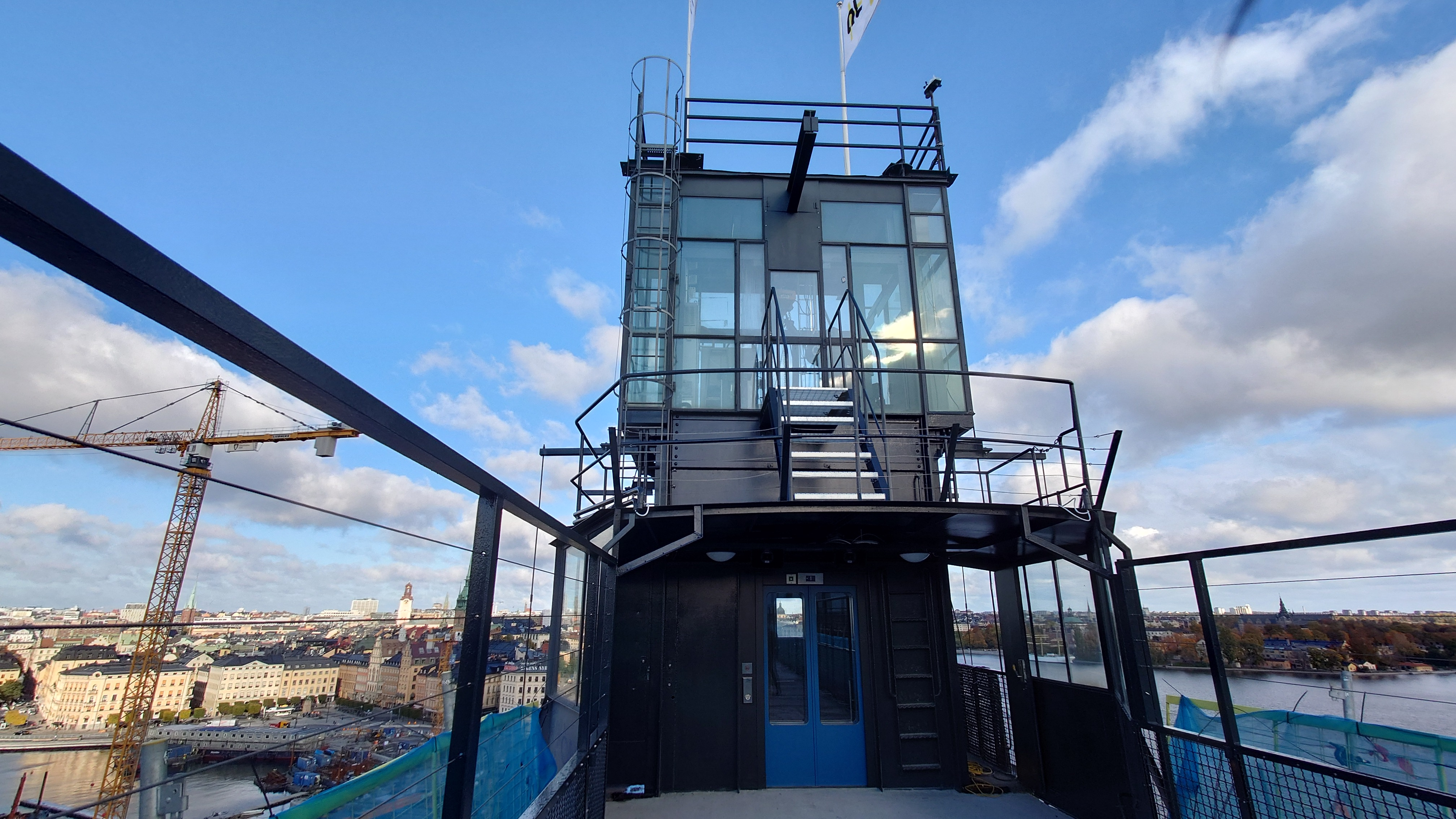
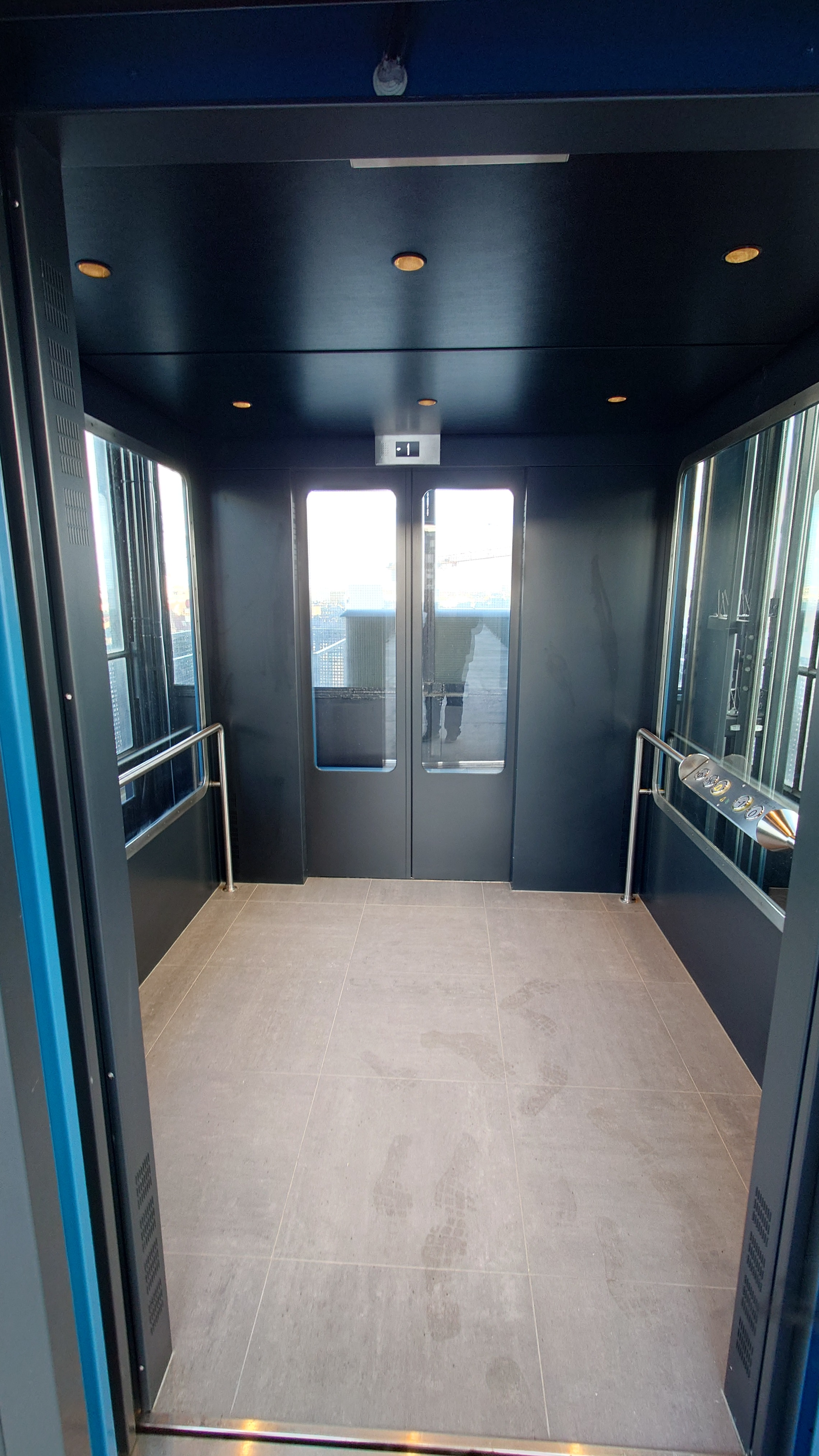

## Bilder, hissen genom tiderna

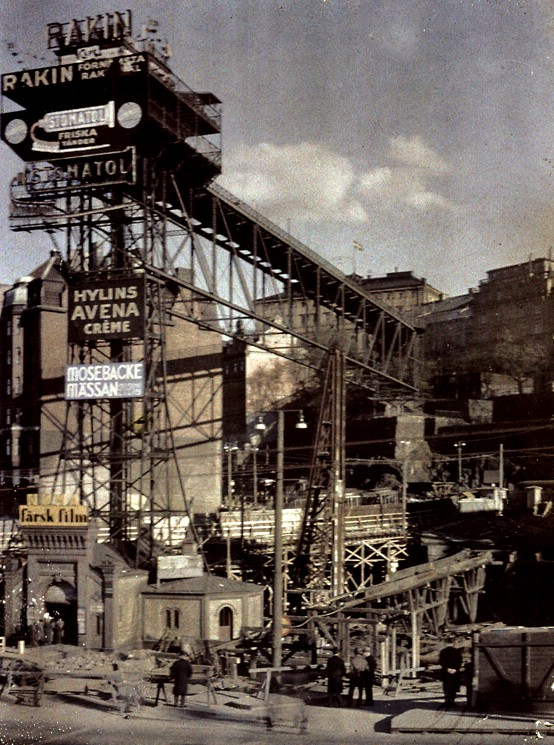
1933 (Elevatorn)
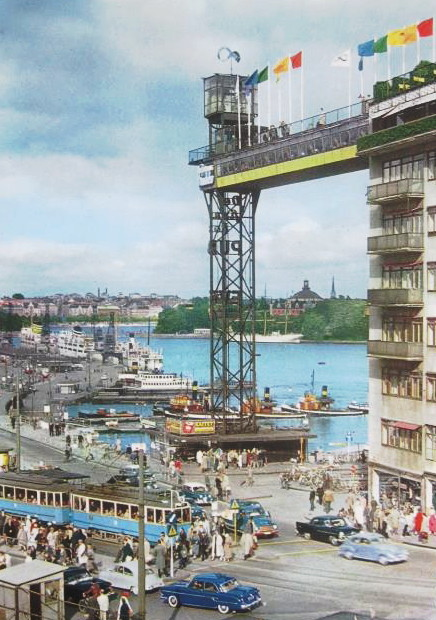
1960
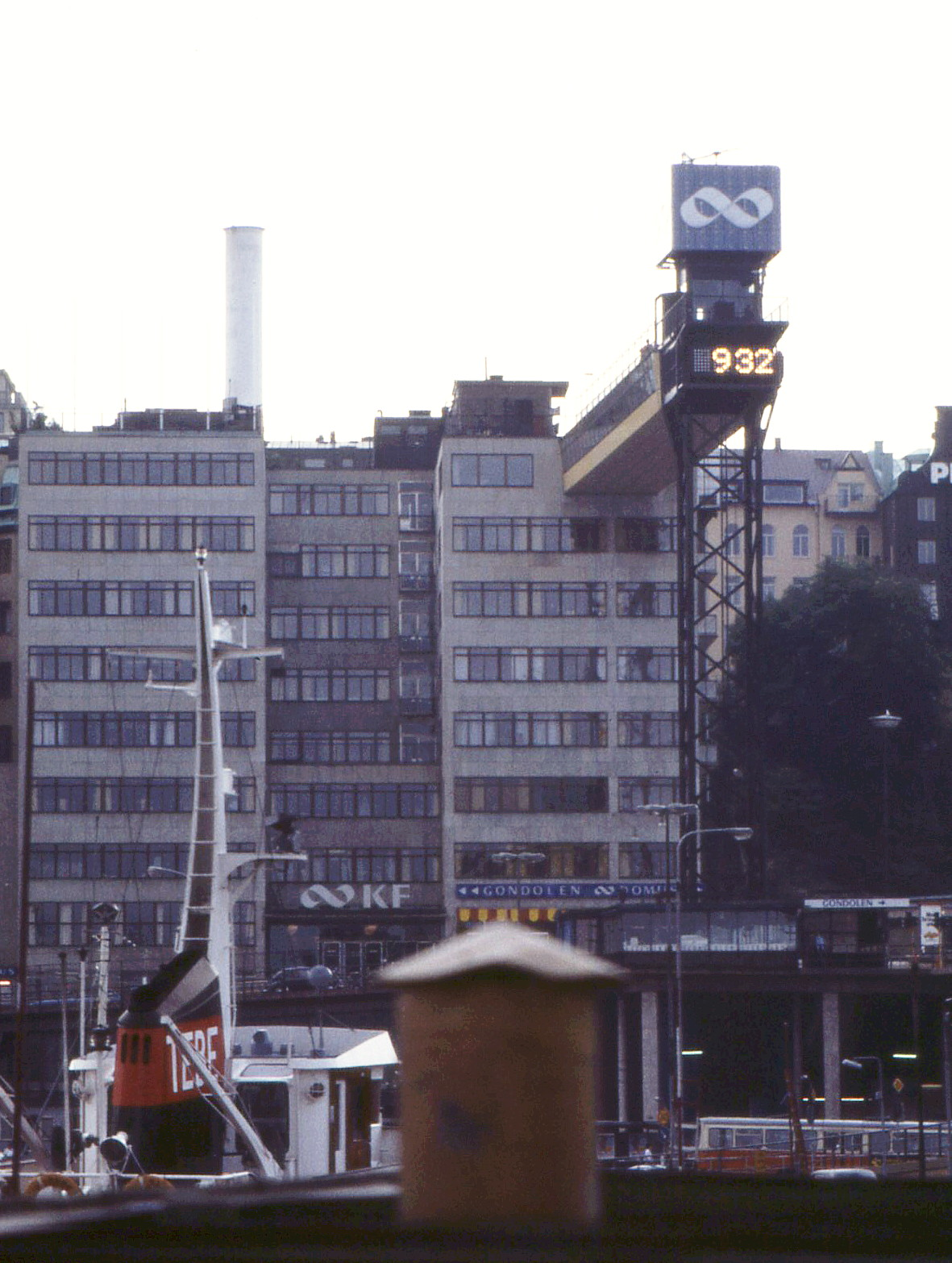
1978
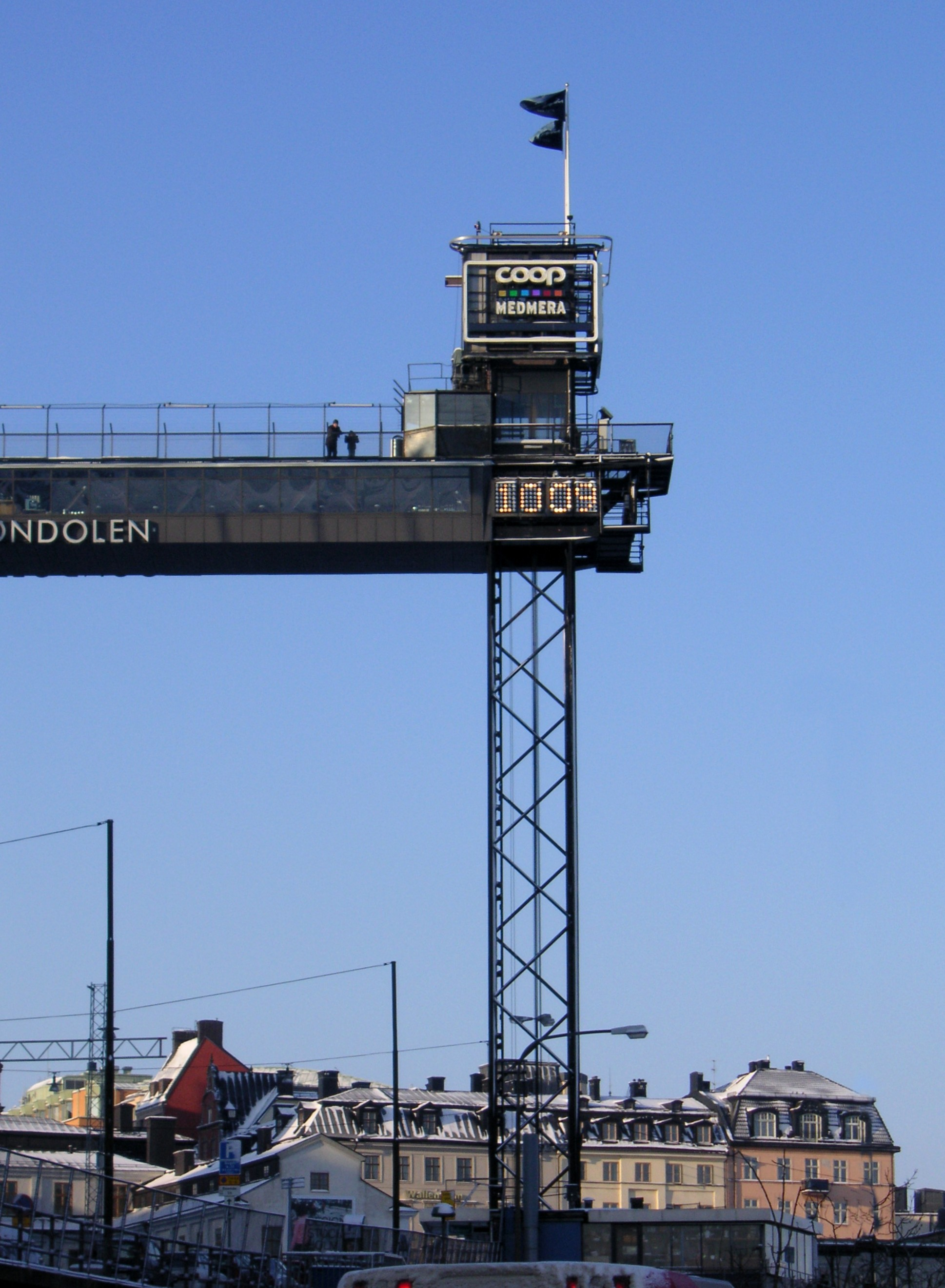
2006
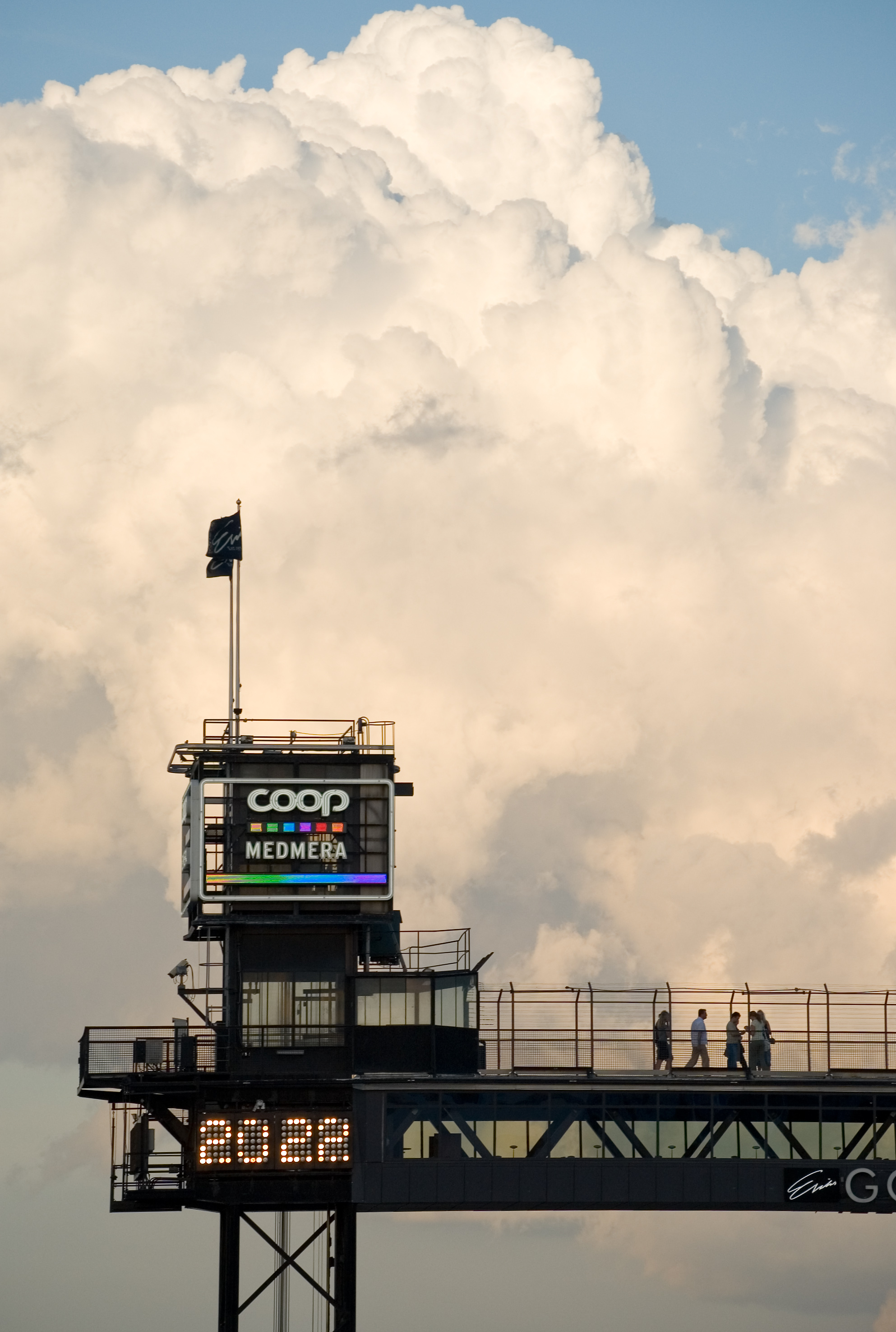
2006
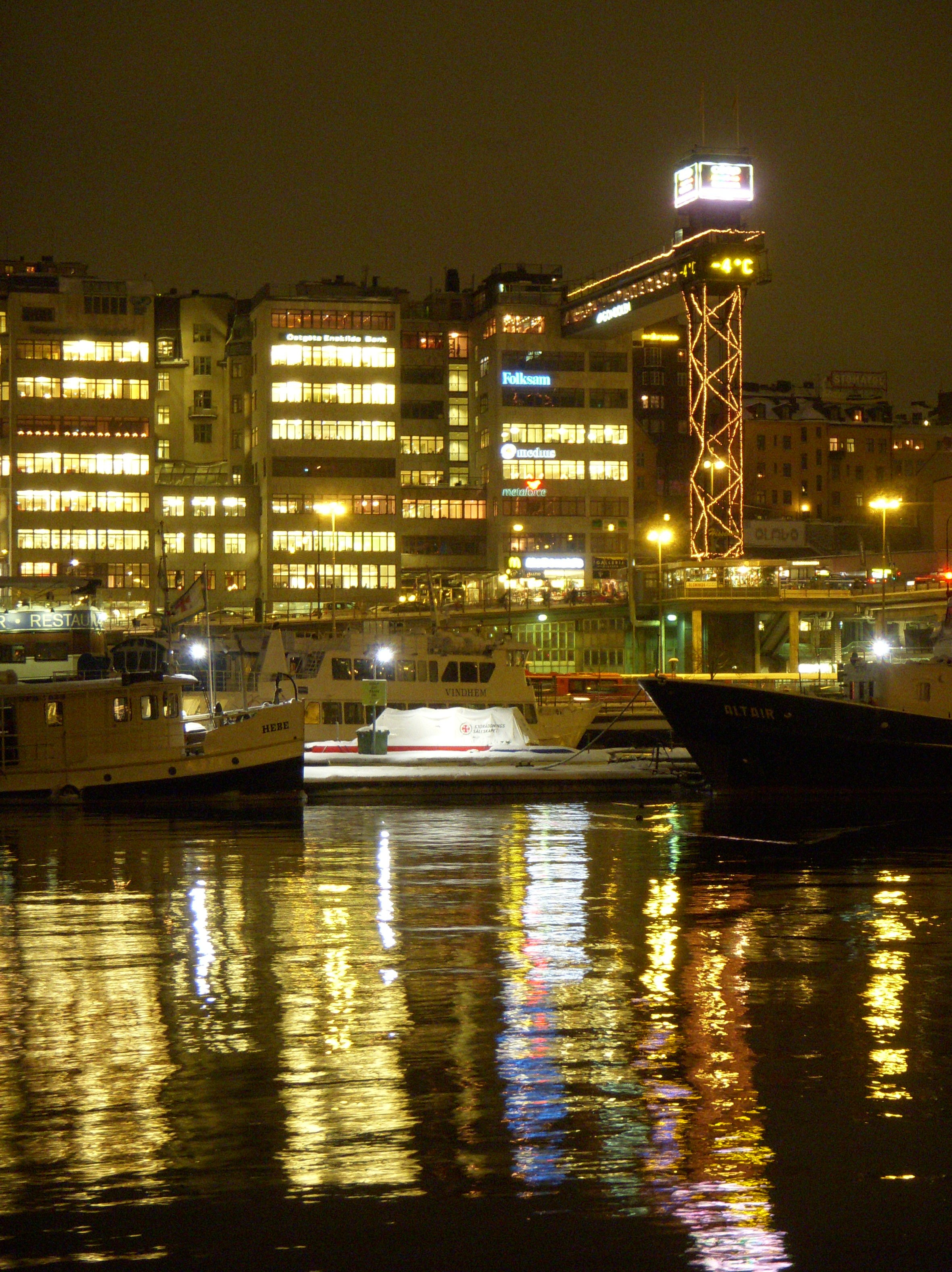
2010
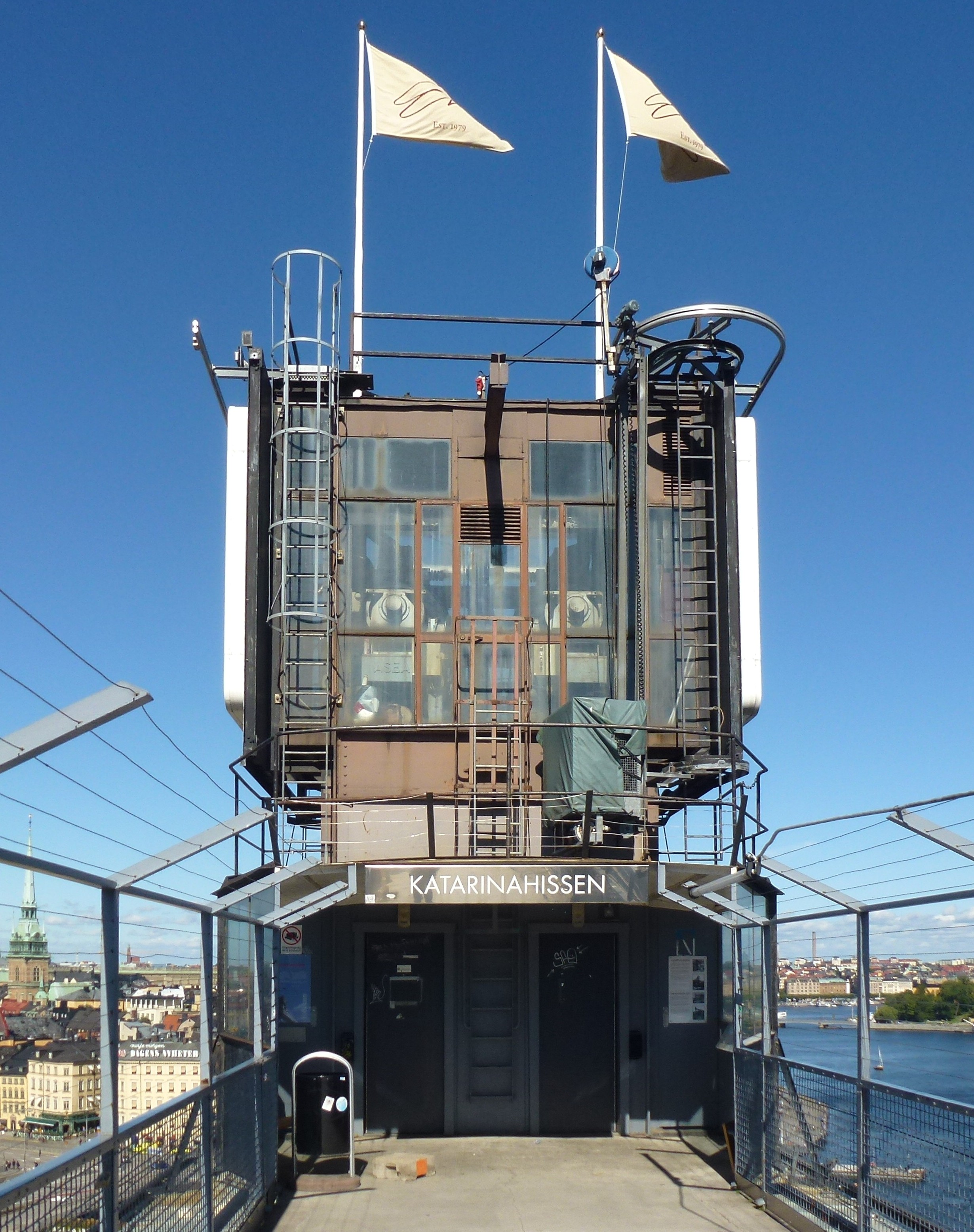
2012
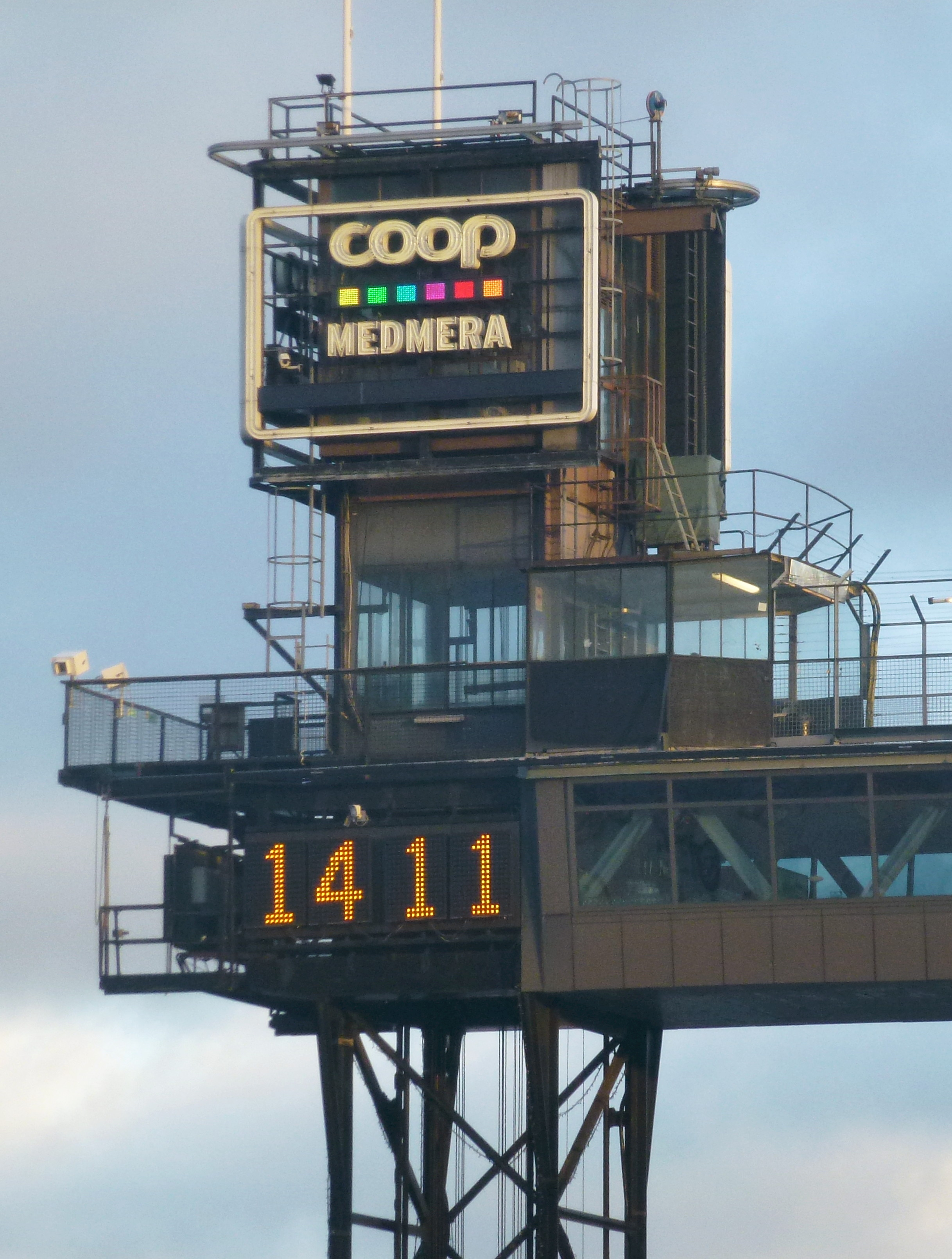
2013

## Tredje Katarinahissen
Våren 2011 meddelade dåvarande ägarna och förvaltarna Folksam Fastigheter att hissen, som då varit ur drift sedan hösten 2010, inte skulle tas i bruk igen. Hissen var då mycket sliten och även själva konstruktionen var i dåligt skick. Under Projekt Slussen ersattes den befintliga Katarinahissen med en helt ny som togs i drift i samband med att ombyggnaden av KF-huset till Katarinahuset blev klar 2023. Den nya hissen, som består av en stor kabin istället för två små som tidigare, tillverkades av Hissgruppen och öppnades den 18 oktober 2023. Den 27 november 2023 stängdes hissen då hissen inte klarade av väderförhållandet och återöppnade i april 2024 igen. Hisschaktet har också gjorts djupare och fått en ny station vid kajplan där Slussens busstation, tunnelbanestation och Saltsjöbanans slutstation ligger.

Bilder, renovering
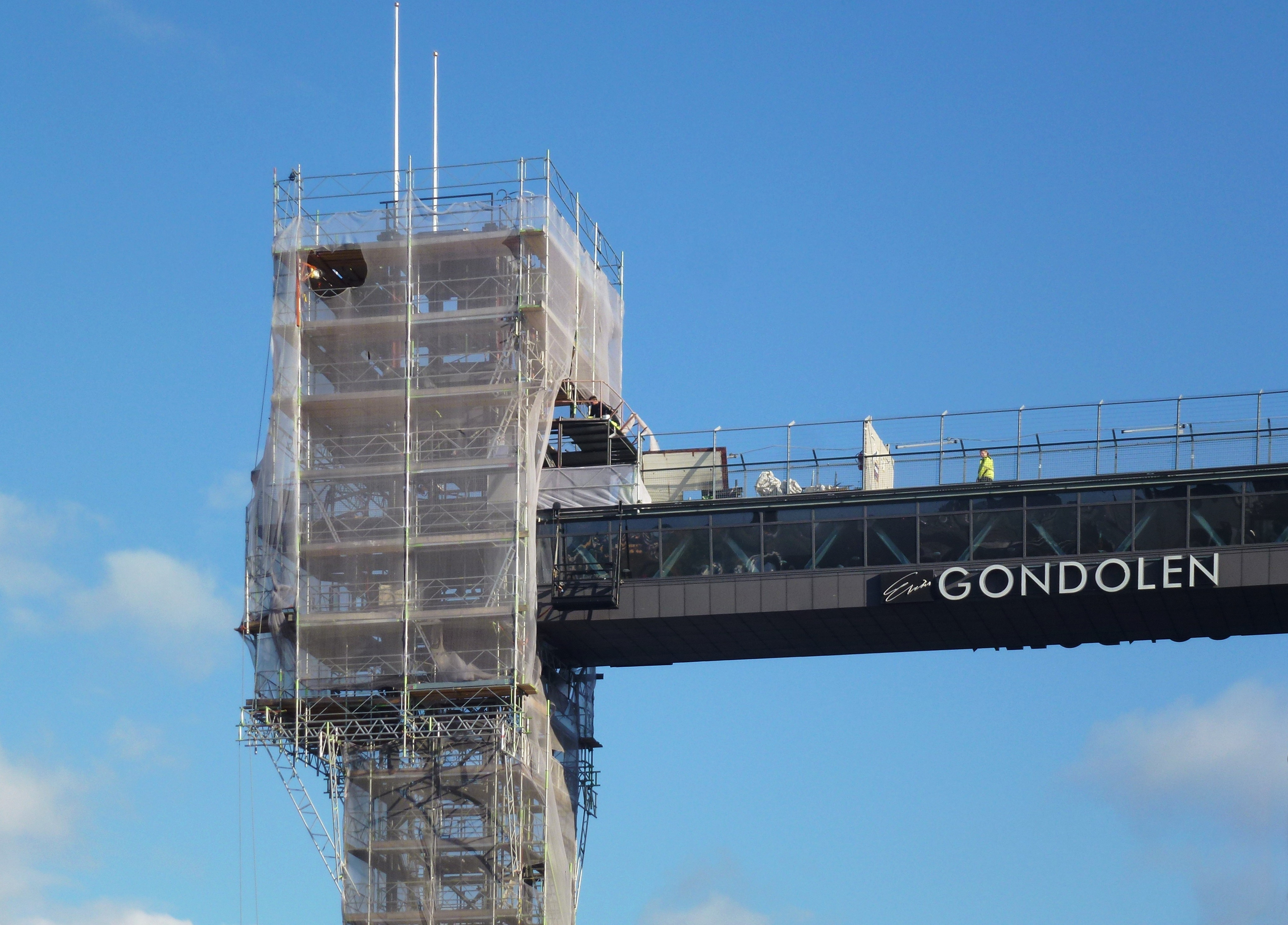
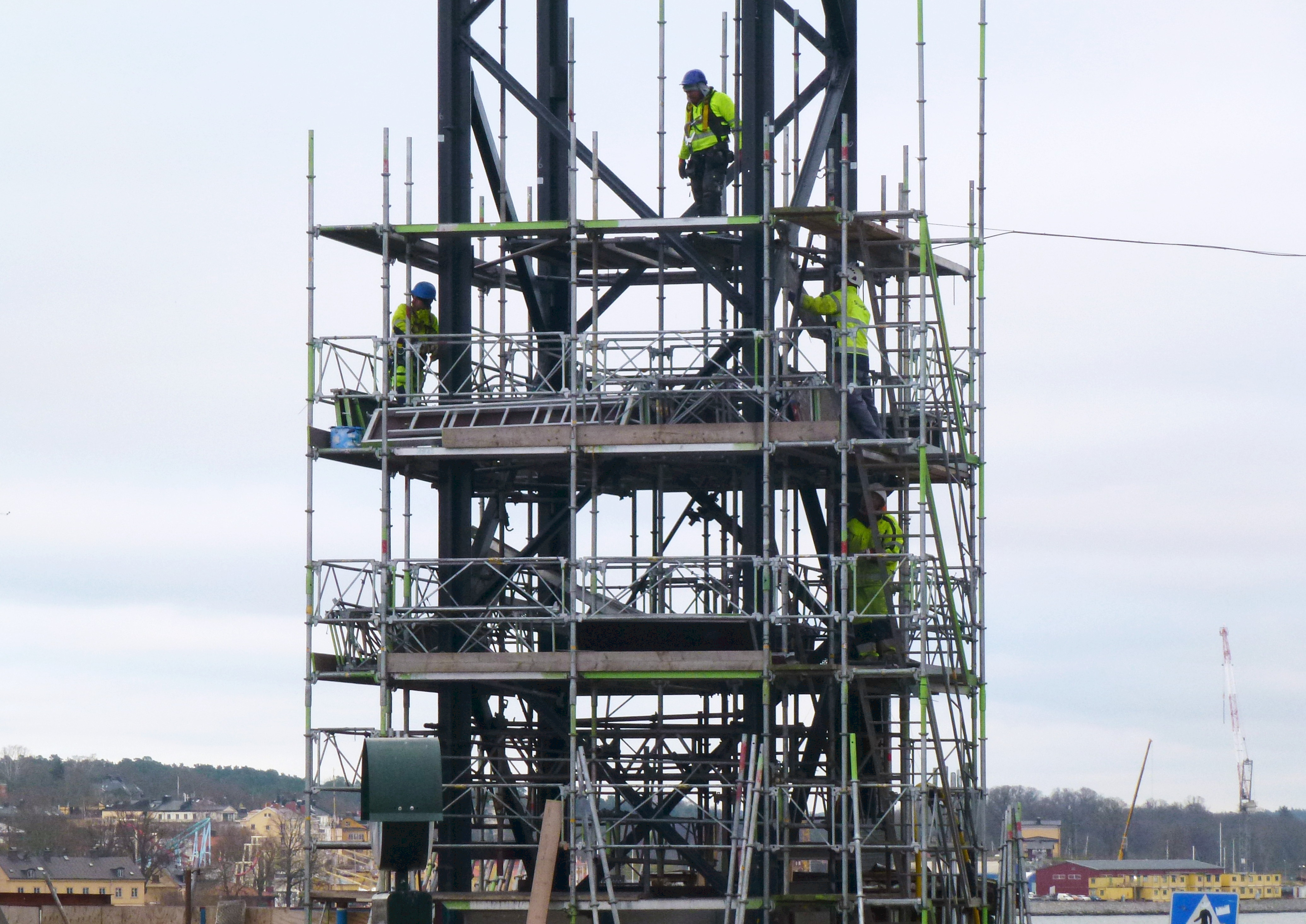
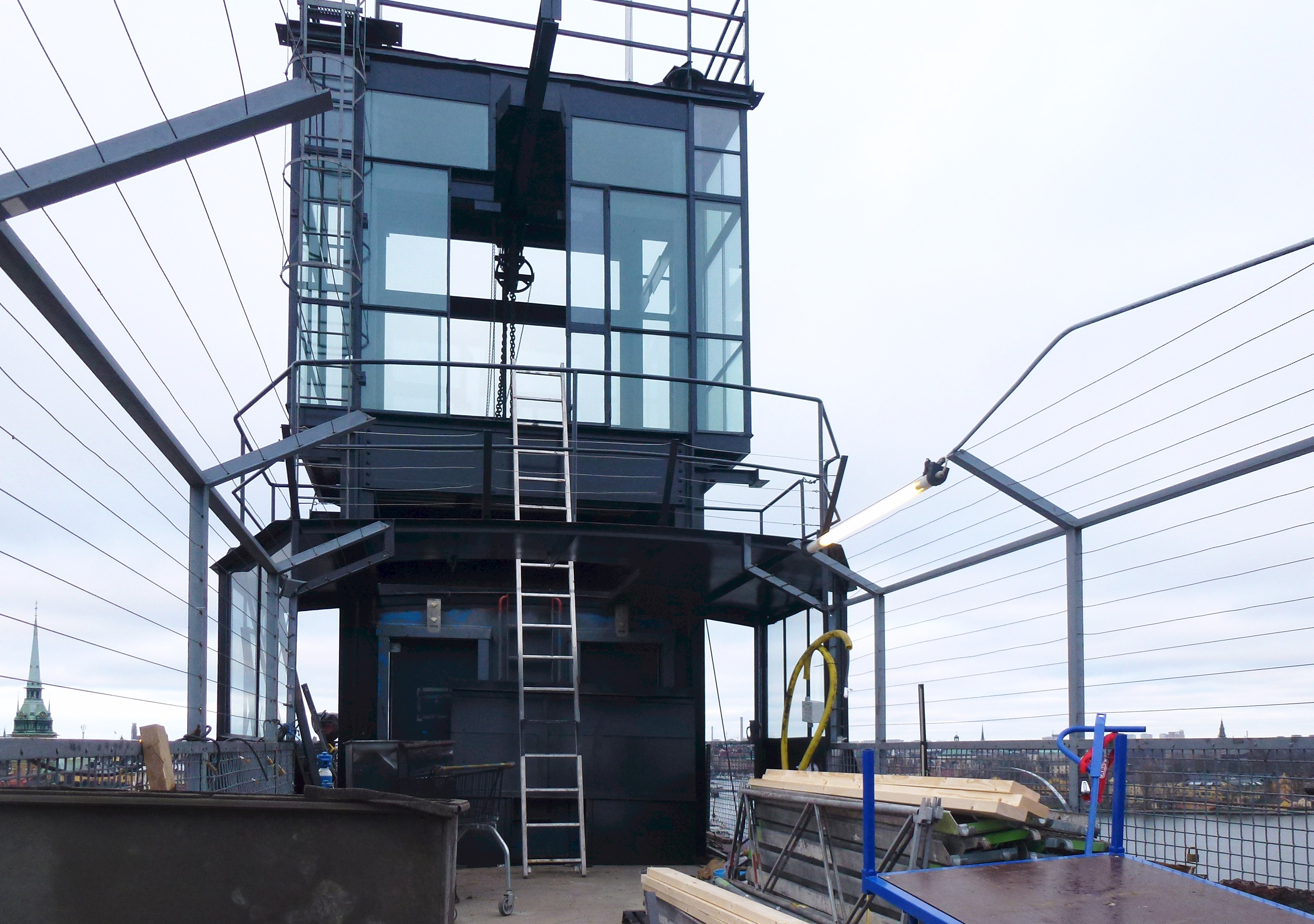
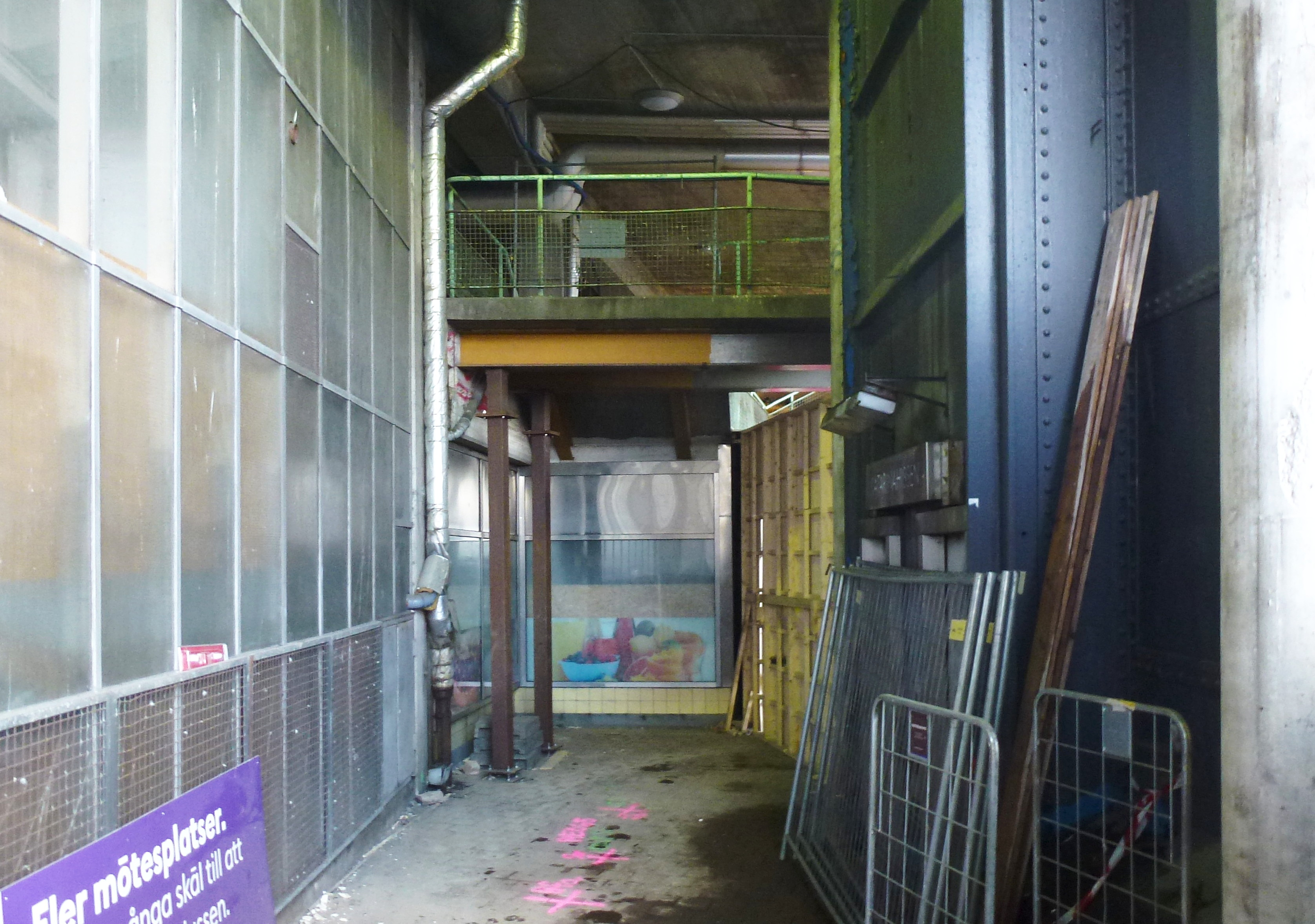

## Andra offentliga hissar i Stockholm
- Mariahissen (i drift 1887–1937)
- Stadsgårdshissen (i drift 1907–1971)